# Esther Rebato Ochoa
Esther Matilde Rebato Ochoa (Bilbao, 1957) es una catedrática de Antropología Física y especialista en el estudio de la biología de las poblaciones humanas.
En 2022 fue la primera española en recibir la medalla de la European Anthropological Association y también ha sido nombrada socia de honor de la Sociedad Española de Antropología Física.

## Biografía
Licenciada con Grado en Ciencias Biológicas y doctora en Biología en 1985, con una tesis sobre Antropología de la complexión, fisionomía y somatometría del Biotipo vasco. Es catedrática de Antropología Física en la Universidad del País Vasco (UPV/EHU).

### Trayectoria docente
Comenzó su actividad docente universitaria en 1985 en el Departamento de Genética, Antropología Física y Fisiología Animal de la Facultad de Ciencia y Tecnología de la UPV/EHU. Ha impartido asignaturas como Antropología Física, Primatología (extinguida), FBA (Antropología), Evolución Humana en el Grado en Biología; y Antropología de la alimentación (Máster en Nutrición y Salud, Facultad de Farmacia). Ha impartido docencia de 3er ciclo en diversos Programas de Doctorado (1987-2009), y en el extranjero (TS mobility, desde 2000), así como en el curso interactivo JAKITEZ desde su primera edición hasta la última (2000-2001/2006-2007). Participa como docente en un Título propio UPV-EHU, UNED y EI-SEV (desde 2007), y en el Máster sobre Nutrición y Salud (curso 2009-2010).

### Trayectoria investigadora
Su investigación se ha centrado en diversos aspectos de la Biología de las poblaciones humanas actuales: crecimiento y desarrollo, evaluación del estado nutricional durante el ciclo vital, evolución secular, análisis del dimorfismo sexual y heredabilidad de los caracteres cuantitativos (tamaño, forma y composición corporal).
En los últimos años, tres líneas de investigación han sido objeto principal de su interés: 1) Antropología del crecimiento y de la nutrición en poblaciones humanas; 2) Heredabilidad de los caracteres cuantitativos (tamaño, forma y composición corporal): estudios familiares; 3) Estudio de los determinantes genéticos y ambientales de los fenotipos de obesidad en población general y de etnia gitana.
Ha ocupado puestos de dirección en organizaciones científicas: Presidenta (2012-2014), Tesorera General (2000-2012) y Tesorera Adjunta (2014-2019) de la European Anthropological Association; Presidenta (2011-2019) y Secretaria General (2007-2011) de la Sociedad Española de Antropología Física. Forma parte de GALF (Groupement des Anthropologues de Langue Française) y GRANDI (Grupo de Antropología Didáctica).
Es responsable de la revista electrónica Antropo, editora de la Revista Española de Antropología Física (REAF), pertenece al comité editorial de 13 revistas y es evaluadora de proyectos de 11 agencias nacionales e internacionales.
Ha publicado más de 150 artículos científicos (84 JCR), 15 capítulos de libro de investigación y 35 capítulos docentes. Ha dirigido 10 tesis doctorales becadas por diversos organismos (UPV/EHU, Gobierno Vasco, Ministerio de Educación y Ciencia, Diputación Foral de Bizkaia), 4 menciones Internacionales, y ha participado en más de 55 proyectos, ayudas y contratos de investigación.

## Premios y reconocimientos
- 2009 Medalla Académica Alex Hrdlièka de la Sociedad Antropológica Checa a los méritos en el campo de la Antropología Física.[2]
- 2022 Primera española y tercera mujer a nivel mundial que recibe la medalla de la European Anthropological Association.[9][10]
- 2022 Nombrada Socia de honor de la Sociedad Española de Antropología Física.[9]